# Élisabeth de Brandebourg-Küstrin
 (août 2024).
Élisabeth de Brandebourg-Küstrin (29 août 1540 – 8 mars 1578), est une princesse de Brandebourg-Küstrin et margravine de Brandebourg-Ansbach et de Brandebourg-Culmbach par mariage.

## Biographie
Élisabeth est l'aînée des deux filles du margrave Jean Ier de Brandebourg-Küstrin (1513-1571) de son mariage avec Catherine de Brunswick-Wolfenbüttel (1518-1574), fille du duc Henri II de Brunswick-Wolfenbüttel.
Le 26 décembre 1558 Élisabeth épouse le margrave Georges-Frédéric Ier de Brandebourg-Ansbach (1539-1603) à Küstrin. À partir de 1577, il est gouverneur du duché de Prusse, au nom de Albert-Frédéric de Prusse.
Élisabeth est morte pendant son séjour à Varsovie, où son mari venait de recevoir le titre ducal par le roi polonais Étienne Báthory. Elle est enterrée dans la Cathédrale de Königsberg. Son mari ordonne au sculpteur néerlandais Willem van Bloche une tombe monumentale pour elle. Elle est achevée en 1582 et érigée dans la Cathédrale.